# Jalová
Jalová es un municipio del distrito de Snina en la región de Prešov, Eslovaquia, con una población estimada a final del año 2024 de 60 habitantes.
Se encuentra ubicado al este de la región, en el valle del río Cirocha (cuenca hidrográfica del río Tisza) y cerca de la frontera con Ucrania.

## Demografía
| Año        | 1994 | 2004    | 2014     | 2024     |
| ---------- | ---- | ------- | -------- | -------- |
| Población  | 97   | 89      | 73       | 60       |
| Diferencia |      | −8,24 % | −17,97 % | −17,80 % |

| Año        | 2023 | 2024    |
| ---------- | ---- | ------- |
| Población  | 63   | 60      |
| Diferencia |      | −4,76 % |